# Asteliaceae
Asteliaceae је мала фамилија вишегодишњих монокотиледоних скривеносеменица, која постоји у релативно малом броју класификационих система. У APG II систему, део је реда Asparagales. Ареал распрострањења фамилије је углавном Јужна Земљина хемисфера - Маскаренска острва, Нова Гвинеја, југоисточна Аустралија, Тасманија, Нови Зеланд и острва Океаније, а на северу се распростиру до Хаваја.

## Карактеристике фамилије[2][3]
Биљке ове фамилије су вишегодишње дрвенасте или зељасте форме, понекад епифитске, у већини случајева са израженим ризомом. Листови су спирално распоређени, понекад је присутна розета при основи стабла. Биљке су једнодоме или дводоме. Цветови су сакупљени у цвасти гроздове или класове, цветови су ситни, са потцветним плодницима. Плод је бобица (можда чаура код рода Milligania), семе је са слузним трихомама. Основни број хромозома је x = 8, 30, ?35, а хромозоми су величине 4-6 µm.

## Филогенија и систематика фамилије
Филогенетска грана која је дала савремену фамилију Asteliaceae одвојила се од остатка реда и сродне фамилије Hypoxidaceae пре око 104 милиона година, а језгро савремене групе настало је пре око 92 милиона година. Са фамилијом Hypoxidaceae повезују је присуство флавонола и слузних канала, као и танак зид ендосперма.
Фамилија обухвата 4 савремена рода са дванаестак врста. Најбогатији врстама је номинотипски род Astelia.